# Józef Korsak Głębocki
Józef Korsak Głębocki herbu własnego, (zm. 7 lipca 1643 roku) – wojewoda mścisławski w latach 1639–1643, wójt mścisławski w latach 1634–1643, starosta mścisławski w latach 1630–1642, dworzanin pokojowy Jego Królewskiej Mości, starosta dziśnieński, radomlski i filipowski.
Był gorliwym unitą. Cały swój majątek przeznaczył na fundacje religijne.

## Życiorys
Był synem Lwa Korsaka i Marianny Podbipięcianki.
Brał udział w walkach o Smoleńsk w 1610, uczestniczył w wyprawie Władysława IV na Moskwę.  
W nagrodę otrzymał w 1616 roku starostwo dziśnieńskie oraz konsens królewski na wykupienie starostwa kuryłowskiego od Sapiechy, a w 1623 roku starostwa filipowskiego od Morsztyna. W 1626 roku za zasługi wojenne otrzymał prawem lennym Antonowo w powiecie mozyrskim. Poseł na sejm nadzwyczajny 1626 roku z województwa połockiego, poseł na sejm 1628 roku z nieznanego sejmiku litewskiego. W 1628 ufundował katolicki kościół św. Trójcy w Głębokiem. W 1632 roku otrzymuje starostwo radomlskie w województwie mścisławskim. Był elektorem Władysława IV Wazy w 1632 roku z województwa mścisławskiego. W czasie wojny polsko-rosyjskiej w 1633 na czele zaciągniętych na własny koszt żołnierzy bronił zamku w Dziśnie.  
W 1634 roku został starostą mścisławskim i pierwszym landwójtem Mścisławia.

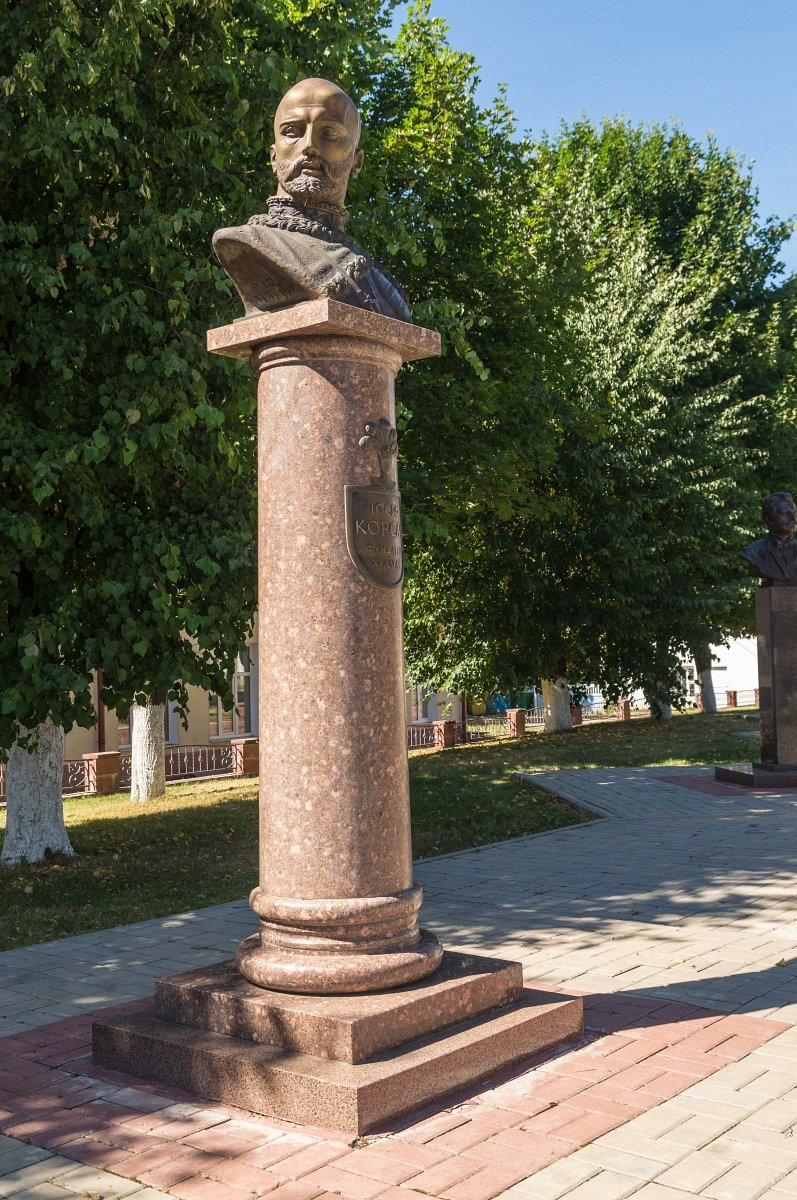
Popiersie Józefa Korsaka w Głębokiem

30 kwietnia 1638 roku w Berezweczu (obecnie w granicach Głębokiego) ufundował monaster bazyliański pod wezwaniem Św. Piotra i Pawła i z gestem magnata nadał mu dobra Berezwecz z sześcioma wsiami oraz Wierzbołów na Suwalszczyźnie.
W 1639 roku został wojewodą mścisławskim i z tej okazji wzniósł naprzeciwko kościoła parafialnego kolejny kościół z klasztorem dla Karmelitów Bosych. Karmelitom nadał miasteczko Głębokie i dobra Łastowica, Świłła, Przedoły oraz dokupione za 140 000 złotych polskich dobra Hnieździłowo i Olborowicze.
Wraz z żoną ufundował w 1639 roku drewniany kościół w Udziale.
Portrety fundatora Józefa Korsaka w uhonorowaniu jego wybitnych zasług zostały umieszczone w kościele parafialnym i karmelickim w Głębokiem.
2 września 2012 roku podczas obchodów święta piśmiennictwa i druku, w Głębokiem odsłonięto popiersie Józefa Korsaka.